# Volksbegehren „Für Gesundheitsvorsorge beim Mobilfunk“
Das Volksbegehren „Für Gesundheitsvorsorge beim Mobilfunk!“ war ein primär von der Ökologisch-Demokratischen Partei getragenes Volksbegehren in Bayern, das im Juli 2005 stattfand. Die Initiative scheiterte, weil die zur Durchführung eines Volksentscheids erforderliche Unterstützung durch mindestens zehn Prozent der Wahlberechtigten verfehlt wurde. 

## Ziele
Das Volksbegehren zielte auf Änderungen in der Bayerischen Bauordnung und im Bayerischen Landesentwicklungsprogramm. So sollte eine Baugenehmigungspflicht für Mobilfunkmasten unabhängig von ihrer Höhe eingeführt werden. Das Landesentwicklungsprogramm sollte um die Vorgabe zum "umwelt- und sozialverträglichen Ausbau" der Mobilfunknetze, zum "sparsamen Flächenverbrauch" und zur "nachhaltigen Schonung des Orts- und Landschaftsbildes" ergänzt werden.

## Ablauf und Ergebnis
Der Zulassungsantrag zur Durchführung eines Volksbegehrens wurde am 4. April 2005 zusammen mit rund 33.000 gültigen Unterschriften beim Bayerischen Staatsministerium des Innern eingereicht. Die Zahl von 25.000 notwendigen Unterschriften wurde damit übertroffen und das Volksbegehren vom Ministerium zugelassen. Als Eintragungszeitraum wurde der 5. bis 18. Juli 2005 festgesetzt.
Für die Durchführung eines Volksentscheids benötigte das Volksbegehren die weitere Unterstützung von zehn Prozent der bayerischen Wahlberechtigten, seinerzeit also rund 920.000 Unterschriften in den in allen Gemeinden Bayerns ausliegenden Eintragungslisten. Erreicht wurden landesweit 4,3 Prozent (398.514 Unterschriften), somit war das Volksbegehren gescheitert.